# Epistephium duckei
Epistephium duckei là một loài thực vật có hoa trong họ Lan. Loài này được Huber mô tả khoa học đầu tiên năm 1913.